# Jordan Christow
Jordan Christow (bułg. Йордан Христов; ur. 12 lutego 1984 w Płowdiwie) – bułgarski piłkarz grający na pozycji defensywnego pomocnika lub prawego obrońcy. Od 2011 jest zawodnikiem klubu Botew Płowdiw.

## Kariera klubowa
Swoją karierę piłkarską Christow rozpoczął w klubie Marica Płowdiw. W 2004 roku awansował do kadry pierwszego zespołu Maricy i w sezonie 2004/2005 zadebiutował w jej barwach w drugiej lidze bułgarskiej. W Maricy spędził dwa sezony. Latem 2007 roku przeszedł do innego klubu z miasta Płowdiw, Spartaka, także grającego w drugiej lidze. Zawodnikiem Spartaka był do zakończenia sezonu 2010/2011.
Latem 2011 roku Christow podpisał kontrakt z zespołem Botewem Płowdiw. Swój debiut w zespole Botewu zaliczył 13 sierpnia 2011 w zwycięskim 1:0 wyjazdowym meczu z Dobrudżą Dobricz. W sezonie 2011/2012 wywalczył z Botewem awans z drugiej do pierwszej ligi Bułgarii. 15 maja 2014 wystąpił w przegranym 0:1 finale Pucharu Bułgarii z Łudogorcem Razgrad.
| Sezon   | Klub            | Kraj     | Rozgrywki | Mecze | Gole |
| ------- | --------------- | -------- | --------- | ----- | ---- |
| 2005/06 | Marica Płowdiw  | Bułgaria | B PFG     | 22    | 2    |
| 2006/07 | Marica Płowdiw  | Bułgaria | B PFG     | 22    | 2    |
| 2007/08 | Spartak Płowdiw | Bułgaria | B PFG     | ?     | ?    |
| 2008/09 | Spartak Płowdiw | Bułgaria | B PFG     | ?     | ?    |
| 2009/10 | Spartak Płowdiw | Bułgaria | B PFG     | ?     | ?    |
| 2010/11 | Spartak Płowdiw | Bułgaria | B PFG     | 26    | 6    |
| 2011/12 | Botew Płowdiw   | Bułgaria | B PFG     | 26    | 0    |
| 2012/13 | Botew Płowdiw   | Bułgaria | A PFG     | 26    | 0    |
| 2013/14 | Botew Płowdiw   | Bułgaria | A PFG     | 34    | 0    |
| 2014/15 | Botew Płowdiw   | Bułgaria | A PFG     | 32    | 0    |
| 2015/16 | Botew Płowdiw   | Bułgaria | A PFG     | 150   | 1    |

## Kariera reprezentacyjna
W reprezentacji Bułgarii Christow zadebiutował 30 maja 2013 roku w wygranym 2:0 meczu Kirin Challenge Cup 2013 z Japonią, rozegranym w Toyocie, gdy w 79. minucie zmienił Stanisława Manolewa.